# Лисак Сергій Петрович
Сергій Петрович Лисак — український військовик і державний службовець. З 7 лютого 2023 року — голова Дніпропетровської ОДА.

## Біографія
Брав участь в АТО в 2014—2015 та 2017 роках.
З 13 травня 2020 до 19 липня 2022 року Сергій Лисак працював начальником УСБУ в Житомирській області.
26 березня 2022 року отримав звання бригадний генерал.
З 19 липня 2022 до 07 лютого 2023 року — начальник УСБУ у Дніпропетровській області.